# 恩斯特利格河
46°35′52″N 7°39′40″E / 46.59771°N 7.66104°E

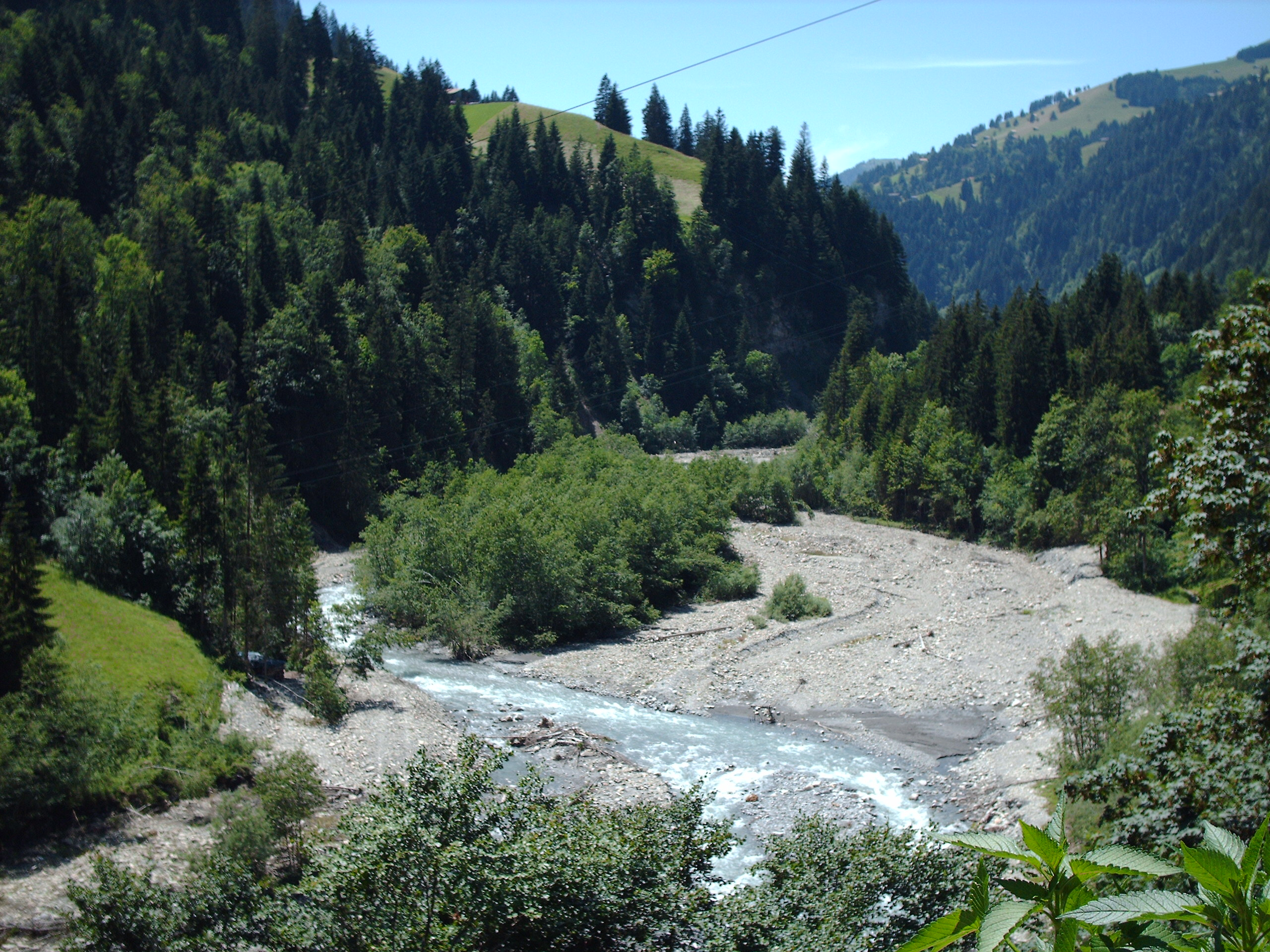

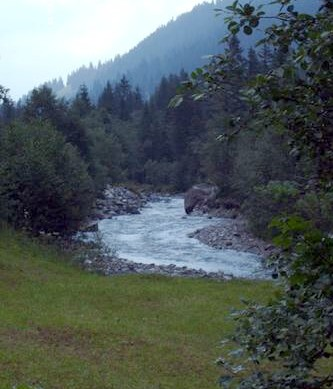

恩斯特利格河是瑞士的河流，位於該國中西部，流經伯恩州，屬於坎德河的左支流，河道全長25公里，流域面積145平方公里，河口處在弗魯蒂根。